# Filmographie de Jean Gabin
Cet article détaille la filmographie de Jean Gabin, acteur français.
Les dates indiquées sont celles de la sortie nationale en France (à Paris) : on ne prend pas en compte les avant-premières en province ni les sorties à l'étranger.

## Filmographie

### Années 1930
- 1930 : Chacun sa chance d'Hans Steinhoff et René Pujol : Marcel Grivot, un vendeur
- 1931 : Méphisto d'Henri Debain et Georges Vinter : L'inspecteur Jacques Miral
- 1931 : Paris Béguin d'Augusto Genina : Bob, un cambrioleur
- 1931 : Tout ça ne vaut pas l'amour de Jacques Tourneur : Jean Cordier, un marchand de T.S.F.
- 1931 : Cœurs joyeux de Hanns Schwarz et Max de Vaucorbeil : Charles, un opérateur de cinéma
- 1931 : Gloria d'Hans Behrendt et Yvan Noé : Robert Nourry, le mécanicien
- 1932 : Les Gaietés de l'escadron de Maurice Tourneur : Le cavalier Fricot
- 1932 : Cœur de lilas d'Anatole Litvak : Martousse, un mauvais garçon
- 1932 : La Belle Marinière d'Harry Lachmann : Le capitaine de la péniche[1]
- 1932 : La foule hurle de Jean Daumery : Joé Greer, un coureur automobile
- 1933 : Pour un soir de Jean Godard : Jean, un quartier maître en permission
- 1933 : L'Étoile de Valencia de Serge de Poligny : Pedro Savreda, un mécanicien du « Léone »
- 1933 : Adieu les beaux jours de Johannes Meyer, André Beucler : Pierre Lavernay, un jeune ingénieur
- 1933 : Le Tunnel de Kurt Bernhardt : Mac Allan, un ingénieur
- 1933 : Du haut en bas de Georg Wilhelm Pabst : Charles Boulla, un footballeur
- 1934 : Zouzou de Marc Allégret : Jean, l'orphelin électricien
- 1934 : Maria Chapdelaine de Julien Duvivier : François Paradis, un trappeur
- 1935 : Variétés de Nicolas Farkas : Georges, un trapéziste
- 1935 : Golgotha de Julien Duvivier : Ponce Pilate, le gouverneur
- 1935 : La Bandera de Julien Duvivier : Pierre Gilleth, le légionnaire
- 1936 : La Belle Équipe de Julien Duvivier : Jean, un ouvrier
- 1936 : Les Bas-Fonds de Jean Renoir : Pépél, dit « Waska », un cambrioleur
- 1937 : Pépé le Moko de Julien Duvivier : « Pépé le Moko », un chef de bande à Alger
- 1937 : La Grande Illusion de Jean Renoir : Le lieutenant Maréchal
- 1937 : Le Messager de Raymond Rouleau : Nicolas Dange dit « Nick »
- 1937 : Gueule d'amour de Jean Grémillon : Lucien Bourrache dit « Gueule d'amour »
- 1938 : Le Quai des brumes de Marcel Carné : Jean, le déserteur
- 1938 : La Bête humaine de Jean Renoir : Jacques Lantier, un mécanicien locomotive
- 1939 : Le Récif de corail de Maurice Gleize : Trott Lennard, un aventurier
- 1939 : Le jour se lève de Marcel Carné : François, un ouvrier sableur

### Années 1940
- 1941 : Remorques de Jean Grémillon : André Laurent, capitaine du "Cyclone"
- 1942 : La Péniche de l'amour (Moontide) d'Archie Mayo : Bobo, un aventurier
- 1944 : L'Imposteur (The Impostor) de Julien Duvivier : Clément, alias Maurice Lafarge, le condamné,
- 1946 : Martin Roumagnac de Georges Lacombe : Martin Roumagnac, un entrepreneur en maçonnerie
- 1947 : Miroir de Raymond Lamy : Pierre Lussac, un administrateur
- 1949 : Au-delà des grilles (Le mura di Malapaga) de René Clément : Pierre, le passager clandestin

### Années 1950
- 1950 : La Marie du port de Marcel Carné : Henri Chatelard, un riche commerçant
- 1951 : Pour l'amour du ciel (È più facile che un cammello...) de Luigi Zampa : Carlo Bacchi, un industriel romain
- 1951 : Victor de Claude Heymann : Victor Messerand, un inventeur
- 1951 : La nuit est mon royaume de Georges Lacombe : Raymond Pinsard, un mécanicien locomotive
- 1952 : La Vérité sur Bébé Donge d'Henri Decoin : François Donge, un industriel dauphinois
- 1952 : Le Plaisir de Max Ophuls - sketch La Maison Tellier : Joseph Rivet, un menuisier
- 1952 : La Minute de vérité de Jean Delannoy : Le docteur Pierre Richard
- 1953 : Leur dernière nuit de Georges Lacombe : Pierre Ruffin, un employé de bibliothèque
- 1953 : Fille dangereuse (Bufere) de Guido Brignone : Antonio Sanna, un chirurgien
- 1953 : La Vierge du Rhin de Gilles Grangier : Jacques Ledru, alias Martin Schmidt
- 1954 : Touchez pas au grisbi de Jacques Becker : Max le Menteur, un truand
- 1954 : L'Air de Paris de Marcel Carné : Victor le Garrec, un entraîneur de boxe
- 1955 : Napoléon de Sacha Guitry : Le maréchal Lannes
- 1955 : French Cancan de Jean Renoir : Henri Danglard, directeur de cabaret
- 1955 : Port du désir d'Edmond T. Gréville : Le commandant Le Quevic
- 1955 : Razzia sur la chnouf d'Henri Decoin : Henri Ferré dit « Le Nantais »
- 1955 : Chiens perdus sans collier de Jean Delannoy : Le juge Julien Lamy
- 1955 : Gas-oil de Gilles Grangier : Jean Chappe, un camionneur
- 1956 : Des gens sans importance d'Henri Verneuil : Jean Viard, un routier
- 1956 : Voici le temps des assassins de Julien Duvivier : André Châtelain, un traiteur aux halles
- 1956 : Le Sang à la tête de Gilles Grangier : François Cardinaud, un armateur
- 1956 : La Traversée de Paris de Claude Autant-Lara : Grandgil, un artiste peintre
- 1956 : Crime et Châtiment de Georges Lampin : Le commissaire Gallet
- 1957 : Le Cas du docteur Laurent de Jean-Paul Le Chanois : Le docteur Laurent
- 1957 : Le rouge est mis de Gilles Grangier : Louis Bertain dit « Le Blond », un garagiste
- 1958 : Les Misérables (film en deux époques) de Jean-Paul Le Chanois : Jean Valjean, un forçat évadé
- 1958 : Maigret tend un piège de Jean Delannoy : Le commissaire Jules Maigret
- 1958 : Le Désordre et la Nuit de Gilles Grangier : L'inspecteur Georges Valois
- 1958 : En cas de malheur de Claude Autant-Lara : Maître André Gobillot, avocat
- 1958 : Les Grandes Familles de Denys de La Patellière : Noël Schoudler, un banquier
- 1959 : Archimède le clochard de Gilles Grangier : Joseph-Hugues-Guillaume Boutier de Blainville, dit « Archimède », un clochard
- 1959 : Maigret et l'Affaire Saint-Fiacre de Jean Delannoy : Le commissaire Jules Maigret
- 1959 : Rue des prairies de Denys de La Patellière : Henri Neveux, un ouvrier parisien

### Années 1960
- 1960 : Le Baron de l'écluse de Jean Delannoy : Le baron Jérôme Napoléon Antoine
- 1960 : Les Vieux de la vieille de Gilles Grangier : Jean-Marie Péjat, un réparateur de vélos
- 1961 : Le Président d'Henri Verneuil : Émile Beaufort, ancien président du Conseil
- 1961 : Le cave se rebiffe de Gilles Grangier : Ferdinand Maréchal, dit « Le Dabe », un truand
- 1962 : Un singe en hiver d'Henri Verneuil : Albert Quentin, un hôtelier
- 1962 : Le Gentleman d'Epsom[2] de Gilles Grangier : Richard Briand-Charmery, dit « Le Commandant »
- 1963 : Mélodie en sous-sol d'Henri Verneuil : Charles, un truand
- 1963 : Maigret voit rouge de Gilles Grangier : Le commissaire Jules Maigret
- 1964 : Monsieur de Jean-Paul Le Chanois : René Duchesne, dit « Monsieur »
- 1964 : L'Âge ingrat de Gilles Grangier : Émile Malhouin, un contremaître
- 1965 : Le Tonnerre de Dieu de Denys de La Patellière : Léandre Brassac, un vétérinaire
- 1966 : Du rififi à Paname de Denys de La Patellière : Paul Berger, dit « Paulo les diams », un truand
- 1966 : Le Jardinier d'Argenteuil de Jean-Paul Le Chanois : M. Martin, dit « Père Tulipe », un faux monnayeur
- 1967 : Le Soleil des voyous de Jean Delannoy : Denis Ferrand, un ancien truand
- 1968 : Le Pacha de Georges Lautner : Le commissaire divisionnaire Louis Joss
- 1968 : Le Tatoué de Denys de La Patellière : Le comte Enguerrand de Montignac, dit « Legrain »
- 1969 : Sous le signe du taureau de Gilles Grangier : Albert Raynal, un industriel inventeur
- 1969 : Le Clan des Siciliens d'Henri Verneuil : Vittorio Manalèse, un truand

### Années 1970
- 1970 : La Horse de Pierre Granier-Deferre : Auguste Maroilleur, le paysan patriarche
- 1971 : Le Chat de Pierre Granier-Deferre : Julien Bouin, un ancien typographe
- 1971 : Le drapeau noir flotte sur la marmite de Michel Audiard : Victor Ploubaz, un aventurier mythomane
- 1972 : Le Tueur de Denys de La Patellière : Le commissaire Le Guen
- 1973 : L'Affaire Dominici de Claude Bernard-Aubert : Gaston Dominici, le patriarche
- 1973 : Deux Hommes dans la ville de José Giovanni : Germain Cazeneuve, un éducateur
- 1974 : Verdict d'André Cayatte : Le juge Leguen
- 1976 : L'Année sainte de Jean Girault : Max Lambert, le vieux caïd

Certains de ses films ont été colorisés pour des versions télévisées ou sorties en VHS : La Traversée de Paris, Le cave se rebiffe, Le Gentleman d'Epsom…

### Courts-métrages
- 1928 : L'Héritage de Lilette ou Ohé! les valises, court métrage muet de Michel du Lac : Rôle inconnu[3]
- 1930 : On demande un dompteur ou Les Lions, court métrage muet (réalisateur inconnu) : Un clochard
- 1940 : Screen Snapshots Series 19, No. 6, court métrage de Ralph Staub : Lui-même

### Hors Filmographie
- 1948 : Parade du rire de Roger Verdier[4]

## Résultats au box-office France
Avec Fernandel, Louis de Funès et Bourvil, Jean Gabin fait partie des acteurs français ayant attiré le plus grand nombre de spectateurs dans les salles de cinéma : plus de 161 millions entre 1946 et 1976. Dans ce total, 32 films entre 1930 et 1945 sont non comptabilisés sur 95 (soit 34 %), dont de nombreux succès comme Les Gaietés de l'escadron, La Bandera, La Belle Équipe, Pépé le Moko, La Grande Illusion, Gueule d'amour, Le Quai des brumes, La Bête humaine, Le jour se lève...
La Grande Illusion, sorti en 1937, a cumulé 12,5 millions d'entrées, selon les estimations basées sur le site Box Office Story, notamment depuis les ressorties du long-métrage à partir de 1945. Le Quai des brumes, sorti en 1938, a totalisé 2,5 millions d'entrées depuis les ressorties du film à partir de 1945. Pépé le Moko (1937) totalisait 1 416 226 entrées depuis 1945, notamment grâce à la ressortie de 1958.
Liste des 63 films avec Jean Gabin entre 1946 et 1976 :
| Film                                  | Année | Réalisateur            | Classement | Nombre d'entrées | N°1 du box-office annuel                                  |
| ------------------------------------- | ----- | ---------------------- | ---------- | ---------------- | --------------------------------------------------------- |
| Les Misérables                        | 1958  | Jean-Paul Le Chanois   | 2e         | 9 940 533        | Les Dix Commandements (14 229 745 entrées)                |
| Napoléon                              | 1955  | Sacha Guitry           | 4e         | 5 405 252        | Vingt mille lieues sous les mers (9 619 259 entrées)      |
| La Traversée de Paris                 | 1956  | Claude Autant-Lara     | 4e         | 4 893 174        | Michel Strogoff (6 868 854 entrées)                       |
| Le Clan des Siciliens                 | 1969  | Henri Verneuil         | 3e         | 4 821 585        | Il était une fois dans l'Ouest (14 862 764 entrées)       |
| Touchez pas au grisbi                 | 1954  | Jacques Becker         | 4e         | 4 713 585        | Si Versailles m'était conté... (6 986 788 entrées)        |
| Le Tonnerre de Dieu                   | 1965  | Denys de La Patellière | 7e         | 4 096 394        | Le Corniaud (11 739 783 entrées)                          |
| Archimède le clochard                 | 1959  | Gilles Grangier        | 8e         | 4 073 891        | La Vache et le Prisonnier (8 844 199 entrées)             |
| Les Grandes Familles                  | 1958  | Denys de La Patellière | 9e         | 4 042 041        | Les Dix Commandements (14 229 745 entrées)                |
| French Cancan                         | 1955  | Jean Renoir            | 10e        | 3 963 928        | Vingt mille lieues sous les mers (9 619 259 entrées)      |
| Chiens perdus sans collier            | 1955  | Jean Delannoy          | 11e        | 3 905 504        | Vingt mille lieues sous les mers (9 619 259 entrées)      |
| Mélodie en sous-sol                   | 1963  | Henri Verneuil         | 7e         | 3 518 083        | La Grande Évasion (8 756 631 entrées)                     |
| Les Vieux de la vieille               | 1960  | Gilles Grangier        | 10e        | 3 477 455        | Ben-Hur (13 826 124 entrées)                              |
| Rue des prairies                      | 1959  | Denys de La Patellière | 15e        | 3 412 201        | La Vache et le Prisonnier (8 844 199 entrées))            |
| Le Tatoué                             | 1968  | Denys de La Patellière | 8e         | 3 211 778        | Le Gendarme se marie (6 828 626 entrées)                  |
| Le Baron de l'écluse                  | 1960  | Jean Delannoy          | 13e        | 3 160 233        | Ben-Hur (13 826 124 entrées)                              |
| En cas de malheur                     | 1958  | Claude Autant-Lara     | 13e        | 3 152 082        | Les Dix Commandements (14 229 745 entrées)                |
| La Minute de vérité                   | 1952  | Jean Delannoy          | 18e        | 3 113 421        | Le Petit Monde de don Camillo (12 791 168 entrées)        |
| Gas-oil                               | 1955  | Gilles Grangier        | 23e        | 3 096 411        | Vingt mille lieues sous les mers (9 619 259 entrées)      |
| Maigret tend un piège                 | 1958  | Jean Delannoy          | 14e        | 3 076 005        | Les Dix Commandements (14 229 745 entrées)                |
| Razzia sur la chnouf                  | 1955  | Henri Decoin           | 25e        | 2 906 148        | Vingt mille lieues sous les mers (9 619 259 entrées)      |
| Maigret et l'Affaire Saint-Fiacre     | 1959  | Jean Delannoy          | 21e        | 2 868 465        | La Vache et le Prisonnier (8 844 199 entrées)             |
| L'Âge ingrat                          | 1964  | Gilles Grangier        | 13e        | 2 862 204        | Le Gendarme de Saint-Tropez (7 809 334 entrées)           |
| Le cave se rebiffe                    | 1961  | Gilles Grangier        | 17e        | 2 812 814        | Les Canons de Navarone (10 197 729 entrées)               |
| Le Président                          | 1961  | Henri Verneuil         | 18e        | 2 785 528        | Les Canons de Navarone (10 197 729 entrées)               |
| Le Cas du docteur Laurent             | 1957  | Jean-Paul Le Chanois   | 22e        | 2 722 438        | Le Pont de la rivière Kwaï (13 481 750 entrées)           |
| La Marie du port                      | 1950  | Marcel Carné           | 10e        | 2 691 123        | Autant en emporte le vent (14 563 937 entrées)            |
| La nuit est mon royaume               | 1951  | Georges Lacombe        | 9e         | 2 533 125        | Samson et Dalila (7 116 442 entrées)                      |
| Martin Roumagnac                      | 1946  | Georges Lacombe        | 17e        | 2 491 431        | Mission spéciale (6 781 120 entrées)                      |
| Deux hommes dans la ville             | 1973  | José Giovanni          | 13e        | 2 454 112        | Les Aventures de Rabbi Jacob (7 295 727 entrées)          |
| Un singe en hiver                     | 1962  | Henri Verneuil         | 15e        | 2 417 209        | Le Jour le plus long (11 933 629 entrées)                 |
| Des gens sans importance              | 1956  | Henri Verneuil         | 29e        | 2 394 712        | Michel Strogoff (6 868 854 entrées)                       |
| L'Imposteur                           | 1946  | Julien Duvivier        | 19e        | 2 210 933        | Mission spéciale (6 781 120 entrées)                      |
| Le Désordre et la Nuit                | 1958  | Gilles Grangier        | 29e        | 2 171 400        | Les Dix Commandements (14 229 745 entrées)                |
| Le Soleil des voyous                  | 1967  | Jean Delannoy          | 16e        | 2 149 267        | Les Grandes vacances (6 986 917 entrées)                  |
| La Horse                              | 1970  | Pierre Granier-Deferre | 16e        | 2 113 540        | Le Gendarme en balade (4 870 609 entrées)                 |
| Le rouge est mis                      | 1957  | Gilles Grangier        | 29e        | 2 104 394        | Le Pont de la rivière Kwaï (13 481 750 entrées)           |
| L'Air de Paris                        | 1954  | Marcel Carné           | 31e        | 2 074 167        | Si Versailles m'était conté... (6 986 788 entrées)        |
| Le Pacha                              | 1968  | Georges Lautner        | 16e        | 2 050 211        | Le Gendarme se marie (6 828 626 entrées)                  |
| Maigret voit rouge                    | 1963  | Gilles Grangier        | 18e        | 2 043 675        | La Grande Évasion (8 756 631 entrées)                     |
| Au-delà des grilles                   | 1949  | René Clément           | 17e        | 2 018 745        | Jeanne d'Arc (7 092 586 entrées)                          |
| Du rififi à Paname                    | 1966  | Denys de La Patellière | 13e        | 1 983 477        | La Grande Vadrouille (17 267 607 entrées)                 |
| Le Sang à la tête                     | 1956  | Gilles Grangier        | 34e        | 1 978 323        | Michel Strogoff (6 868 854 entrées)                       |
| Monsieur                              | 1964  | Jean-Paul Le Chanois   | 21e        | 1 830 810        | Le Gendarme de Saint-Tropez (7 809 334 entrées)           |
| La Vierge du Rhin                     | 1953  | Gilles Grangier        | 30e        | 1 784 823        | Sous le plus grand chapiteau du monde (9 488 114 entrées) |
| Crime et Châtiment                    | 1956  | Georges Lampin         | 37e        | 1 782 212        | Michel Strogoff (6 868 854 entrées)                       |
| Miroir                                | 1947  | Raymond Lamy           | 17e        | 1 776 310        | Le Bataillon du ciel (8 649 691 entrées)                  |
| Le Port du désir                      | 1955  | Edmond T. Gréville     | 37e        | 1 776 080        | Vingt mille lieues sous les mers (9 619 259 entrées)      |
| Le Gentleman d'Epsom                  | 1962  | Gilles Grangier        | 29e        | 1 726 833        | Le Jour le plus long (11 933 629 entrées)                 |
| Voici le temps des assassins          | 1956  | Julien Duvivier        | 38e        | 1 538 259        | Michel Strogoff (6 868 854 entrées)                       |
| Verdict                               | 1974  | André Cayatte          | 26e        | 1 537 278        | Emmanuelle (8 893 996 entrées)                            |
| Fille dangereuse                      | 1953  | Guido Brignone         | 32e        | 1 499 618        | Sous le plus grand chapiteau du monde (9 488 114 entrées) |
| Leur dernière nuit                    | 1953  | Georges Lacombe        | 36e        | 1 365 507        | Sous le plus grand chapiteau du monde (9 488 114 entrées) |
| L'Affaire Dominici                    | 1973  | Claude Bernard-Aubert  | 27e        | 1 359 946        | Les Aventures de Rabbi Jacob (7 295 727 entrées)          |
| La Vérité sur Bébé Donge              | 1952  | Henri Decoin           | 34e        | 1 249 698        | Le Petit Monde de don Camillo (12 791 168 entrées)        |
| Le Plaisir                            | 1952  | Max Ophüls             | 35e        | 1 216 723        | Le Petit Monde de don Camillo (12 791 168 entrées)        |
| L'Année sainte                        | 1976  | Jean Girault           | 28e        | 1 123 190        | Les Dents de la mer (6 261 062 entrées)                   |
| Le Chat                               | 1971  | Pierre Granier-Deferre | 39e        | 1 035 709        | Les Bidasses en folie (7 460 911 entrées)                 |
| Victor                                | 1951  | Claude Heymann         | 20e        | 1 022 481        | Samson et Dalila (7 116 442 entrées)                      |
| Le Tueur                              | 1972  | Denys de La Patellière | 47e        | 910 500          | Orange mécanique (6 193 896 entrées)                      |
| Le Jardinier d'Argenteuil             | 1966  | Jean-Paul Le Chanois   | 38e        | 868 897          | La Grande Vadrouille (17 267 607 entrées)                 |
| Le drapeau noir flotte sur la marmite | 1971  | Michel Audiard         | 50e        | 756 439          | Les Bidasses en folie (7 460 911 entrées)                 |
| Pour l'amour du ciel                  | 1951  | Luigi Zampa            | 22e        | 679 163          | Samson et Dalila (7 116 442 entrées)                      |
| Sous le signe du taureau              | 1969  | Gilles Grangier        | 40e        | 641 890          | Il était une fois dans l'Ouest (14 862 764 entrées)       |